# 機関直結式冷房装置
機関直結式冷房装置（きかんちょっけつしきれいぼうそうち）とは、自動車や鉄道車両、バスなどで、走行用機関の出力軸を動力源として利用する冷房装置の一種である。単に「直結式」と略されることもあり、直結クーラー、直結エアコンとも呼ばれる。
エンジンを持たない電気自動車と、一部のエンジン停止時間の長いハイブリッドカー以外の、内燃機関で走行する一般的な自動車での冷房用コンプレッサーの駆動はほぼ全てがこの方式であるため、特に区別して呼ばれることは少ない。
これに対して、走行用機関とは別の専用機関を動力源として利用する冷房装置は独立機関式冷房装置（サブエンジン式）と呼ばれる。

## 概要
走行用機関の出力により、冷房装置の圧縮機を直接駆動するもので、圧縮機はVベルトなどを介して補器軸などの機関の出力軸と機械的に結合されている。サブエンジン式と異なる所は、駆動機関が冷房と走行に兼用されるか、冷房専用であるかの違いである。
コンデンサーと冷却ファンを屋根上に配置した場合、全高が増す難点もあるが、冷房装置が比較的コンパクトにまとまるため、搭載スペースが厳しい自動車に普及した。
長所として、走行機関を動力とするためサブエンジン式に比べ冷房装置を軽量化できる。短所としては、圧縮機の駆動により搭載車両の走行性能が落ちる場合があり、『バスラマ・インターナショナル』24号 (p.34) の記述によれば、初期の直結式では冷房使用時に25 PSほどの出力低下を招いていた。
1990年代に入ってからは、走行用エンジンの高出力化やエアコンユニットの性能アップにより、直結式エアコンが見直されるようになった。また近年は環境保護や省燃費対策として、駐車場でのアイドリングストップにエアコン用サブエンジンも含まれるようになり、サブエンジン式エアコンの優位性が低下した。
トラックの冷凍冷蔵車の冷却装置も、バス用の冷房装置同様に機関直結式と独立機関式（サブエンジン式）が設定されており、車種や使用条件によって選択される。
鉄道車両用はバス用のものを元に開発され、気動車に搭載されている。

## バス

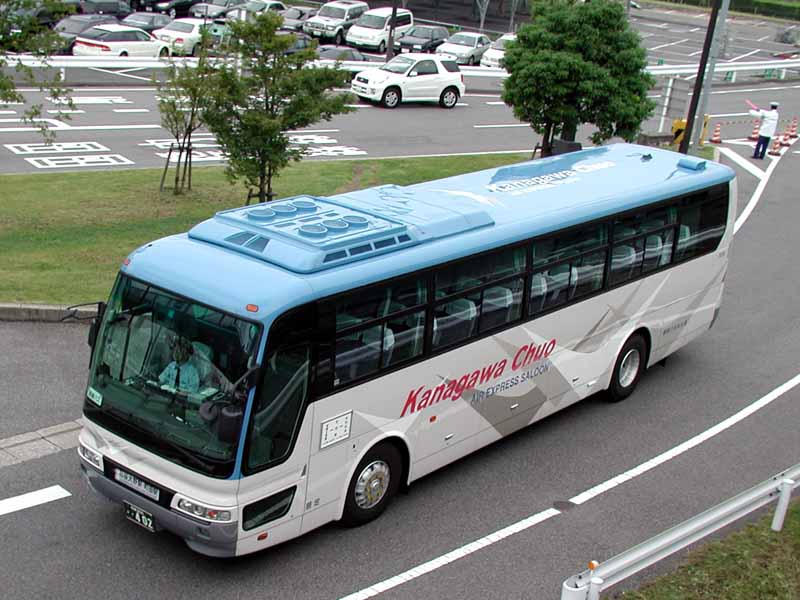
高速バス・観光バスの機関直結式エアコンは、空港リムジンバス用途でよく見られる
（神奈川中央交通、三菱ふそう・エアロバス）

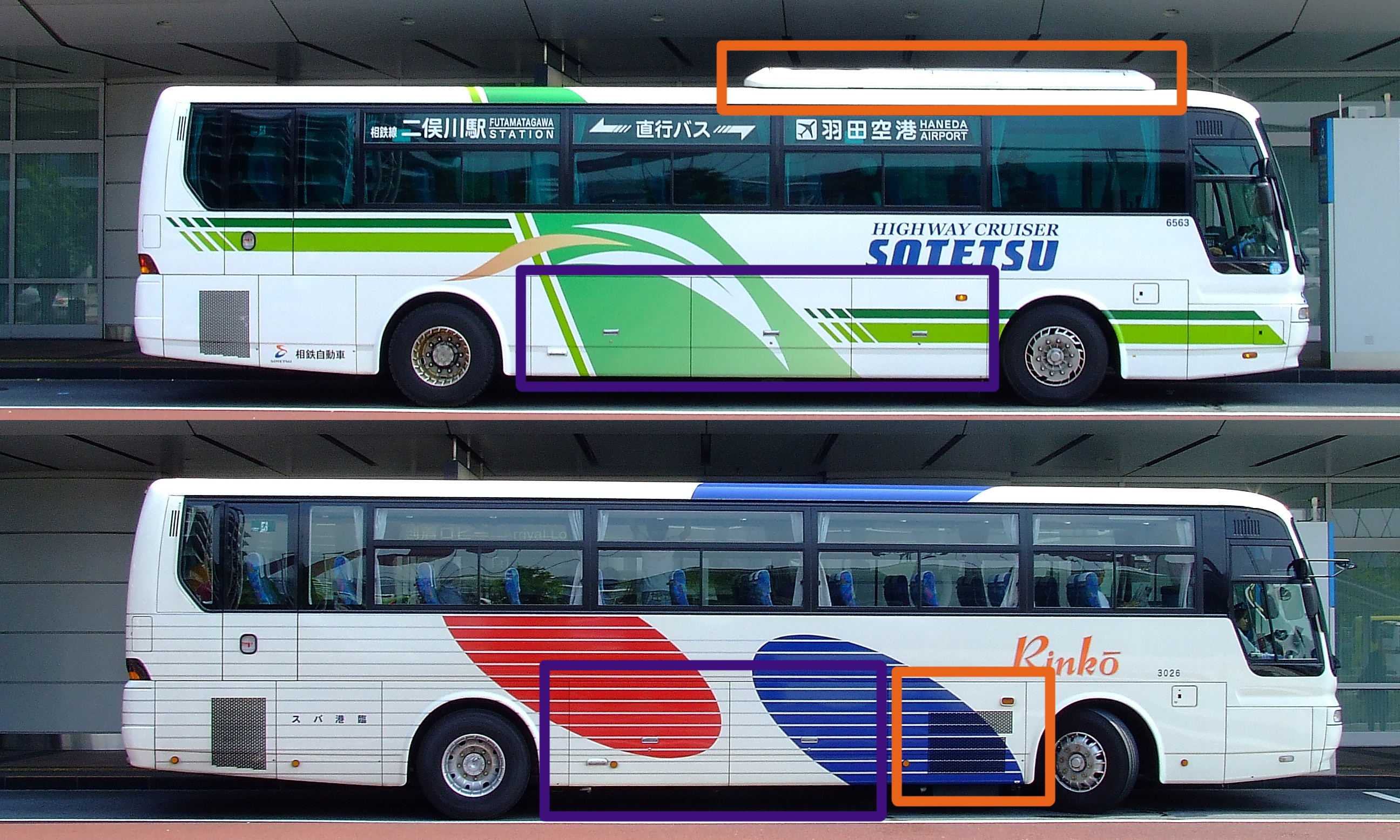
直結式とサブエンジン式における外見上の違い（紫枠部分がトランクルーム、橙枠部分がエアコン。相鉄自動車・臨港バス）

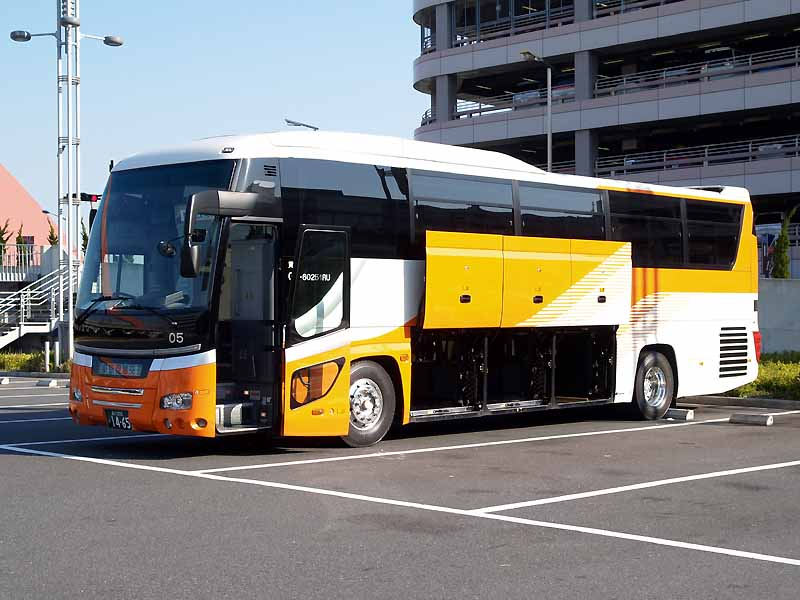
2代目日野・セレガといすゞ・ガーラは直結式エアコンを標準装備するため、床下荷物室はスーパーハイデッカーで3フロア・10立方メートルを確保している。（東京空港交通）

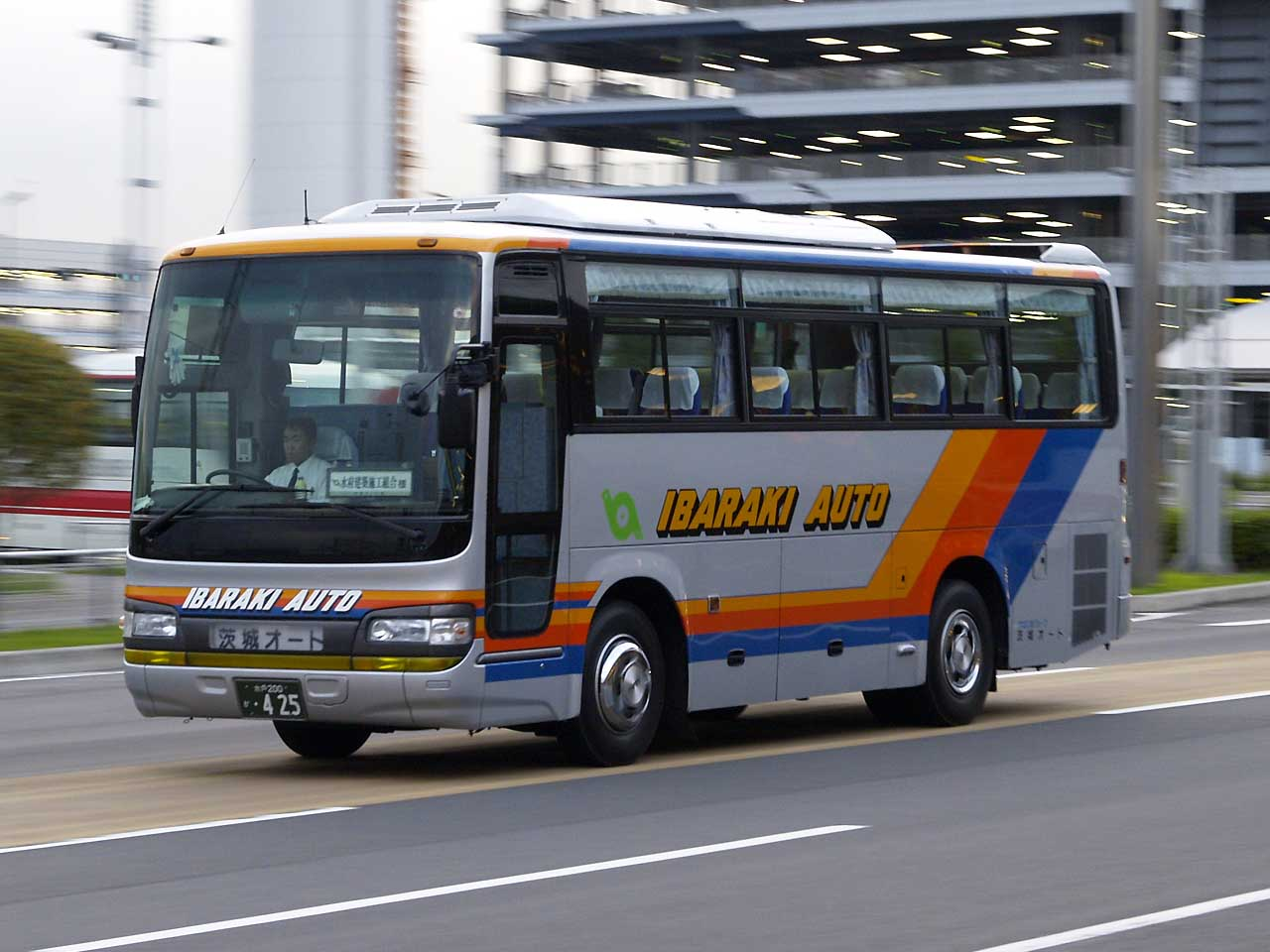
床下荷物室の容量確保を狙った全長9 m車への採用例
（茨城オート、日野・セレガR FC）

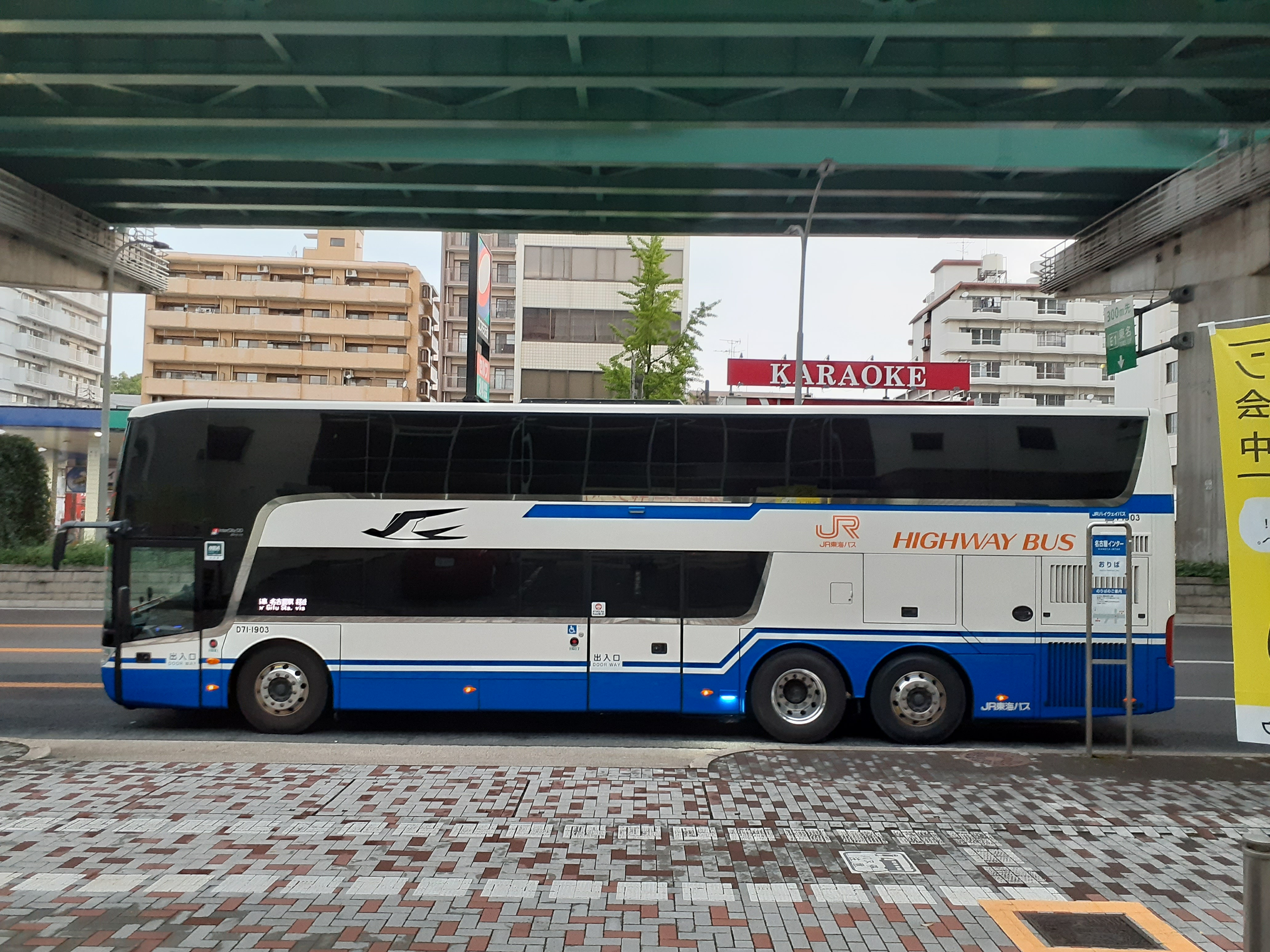
直結式エアコンを採用したスカニア・J-InterCityDD（ジェイアール東海バス）。車両後部に2フロアのトランクルームが確保できている。

### 路線バス
路線バス車両の冷房装置としては標準的なもので、バリアフリーのための低床化には直結式が好都合なため、サブエンジン式は一部にとどまっている。
早期に路線車の冷房化を行った事業者（主に夏期の暑さが厳しい中・西日本地区）の中には、比較的遅くまでサブエンジン式冷房車の新規投入を続けていたところがある。一例として、四国の伊予鉄道や土佐電気鉄道では1982年までサブエンジン式冷房車を増備していた。
また広島電鉄では、己斐峠など険しい峠道を走行する際の出力を確保するため、1980年代後半までサブエンジン式冷房車を採用していた。
東急バスでは、かつて非冷房車に対して直結式で冷房化改造を施工したが、前述の出力低下の問題があったため、対象車両は最高出力200 PS以上のものに限られた。
国際興業バスでは、1979年～1982年式の間に、サブエンジン式冷房車と同時に非冷房車も並行して導入したが、この時期の非冷房車は後に直結式の冷房化改造を行っている。また、東武バスでも若年式の非冷房車を冷房化改造した例がある。

### 観光・高速バス
観光バス・高速バス車両では、登場時から長らく高出力かつ高耐久のエンジンが搭載できず、また客室の快適性と走行性能・空調性能を重視する使用形態から、床下に設置した小型エンジンで圧縮機を動かすサブエンジン式が長らく主流であった。
直結式冷房車はエアコン使用時において走行用のエンジンでコンプレッサーも駆動させるため、峠越えにおける出力低下が避けられないことから、高いエンジン出力が求められる高速バスには向かなかった。一例として、かつて中央高速バスで使用された「ワンロマ」と呼ばれる一般路線・高速バス兼用車は直結式冷房車であったため、中央自動車道の上り勾配が続く区間（特に八王子〜大月間）では出力低下による立ち往生を避けるため、やむなくクーラーを止めて走行したことがよくあった。
また国鉄バスでも、当初は高速バス車両（国鉄専用型式）の試作車には直結式クーラーを搭載したが、実際に使用してみると走行性能の低下はもとより、市街地では交通渋滞に影響されてエンジン回転が上がらず、加えてバッテリー上がりが頻発したこともあった。そのため日本国内においては、1980年代までの観光・高速バスではサブエンジン式エアコンが標準的となった。
その一方で、ホイールベース部分にある床下トランクの容積を増やす手段として機関直結式冷房装置を採用することがあった。主に空港リムジンバスや、貸切バスの短尺車（7 m・9 m車）で見られ、過去には日産ディーゼル・スペースウィングの3軸車でも採用されたことがあった。
床下トランクの容積は一例として、日野・セレガRのハイデッカー車 (KL-RU4FSEA) の場合は、直結式では8.4 m3に対し、サブエンジン式では5.7 m3とかなり差がある。セレガRのスーパーハイデッカー車 (GD/GJ、KL-RU1FSEA) では、床が高くなる分だけサブエンジン式でも7.6 m3を確保できる。
また、降雪地では道路に散布される融雪剤（主に塩化カルシウム）の飛沫が床下のエアコンユニットに付着して故障することがあるため、対策として直結式を採用する事例が、広島電鉄と一畑バスの高速バス路線（陰陽連絡路線）で見られた。
その後1990年代以降は、高速・観光バス車両のエンジン出力が廉価グレードでも300 PS以上に向上し、圧縮機の容量アップや可変容量化などの改良がなされたこともあり、以前のような制約は解消されている。
また日本国外の観光・高速バス車両は直結式エアコンが主流となっており、2016年から輸入が開始されたバンホール・アストロメガは直結式を採用し、三菱ふそう・エアロキングより荷室が広くなっている。またヒュンダイ・ユニバースも直結式のみの設定である。
そのため、2005年に発売された2代目日野・セレガ／いすゞ・ガーラでは、直結式エアコンを標準で採用した。2代目セレガ（E13Cエンジン搭載車）の場合、先代のセレガR（サブエンジン式エアコン車）に比べて燃料消費量は40 %減、整備費用は90 %減と言われている。
また、2012年までサブエンジン式エアコンの設定を残していた三菱ふそう・エアロエース／エアロクイーンも、ポスト新長期規制対応車では独立機関式エアコンの設定をやめ、直結式エアコンに一本化した。

#### 高速バス・観光バスにおけるエアコン駆動方式の比較と特質
|                   | 機関直結式               | サブエンジン式 | 直結式エアコン採用時のポイント                                                                                                 |
| ----------------- | ------------------------ | -------------- | --- |
| 騒音・振動        | 小さい                   | 大きい         | サブエンジンからの騒音・振動がなくなる                                                                                         |
| 整備費用          | 安い                     | 高い           | サブエンジンの整備が不要となる                                                                                                 |
| 燃料消費量        | 少ない                   | 多い           | サブエンジン消費分が不要になるため相対的に省燃費 ※ ただし負荷の状況とそれに対するエンジンの性能(特性)による                    |
| 荷物室の 容積     | 多い                     | 少ない         | エアコン（サブエンジン）室部分を荷物室に利用できる                                                                             |
| 送風の 立ち上がり | 早い                     | 僅かに遅い     | エバポレーターと客室の距離が近い                                                                                               |
| 車高              | 取り付け位置と形状による | そのまま       | エアコン本体を屋根に載せる場合は20 cm程度高くなる ※ 状況によっては支障となる場合がある（バスターミナルやガードの車高制限など） |
| 車両重量          | 軽い                     | 僅かに重い     | 重量増加は200 kg程度のため影響は微少であると推定 ※ 前後重量バランスは設置位置による                                            |
| 動力性能          | 僅かに低下する           | そのまま       | 走行用エンジンで駆動するため 屋根上設置の場合は重心が上がるため安定性やハンドリングにも影響                                    |
| 冷却能力の 安定性 | 走行状況による           | 一定           | 走行用エンジンで駆動するため 渋滞などで低回転状態が続くと冷却能力が落ち、運行中にエンジンを停止させると冷房が停止する          |

## 鉄道車両

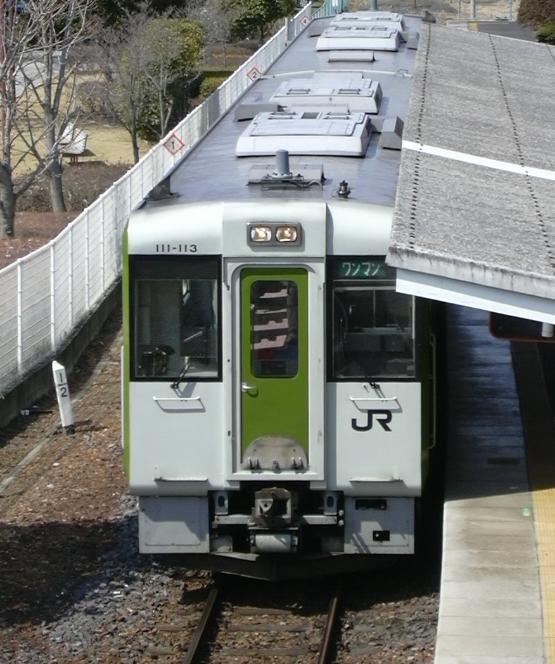
機関直結式冷房装置を搭載した気動車
（JR東日本キハ110系）

日本国有鉄道（国鉄）時代は、気動車の冷房装置は客車と同様、ディーゼルエンジンに発電機を組み合わせた「発電セット」 で冷房用電源を確保し、複数の車両に給電するシステムを採用していた。
前照灯、尾灯、室内灯、車内放送、ATSなどの電源は、自動車同様にエンジンのクランクプーリーからベルトで駆動されるダイナモやオルタネーターで発電して蓄電池に蓄える方式を採っており、この「発電装置」との区別のため、英語で発動発電機を表す「ジェネレーターセット」を訳した「発電セット」という用語が使われていた。
特急形車両では、食堂車を含む場合は3両、それ以外は4両、急行形車両では当初は1等車のみが冷房化されており、自車のみ、後の普通車冷房化では3両、山陽新幹線連絡用として作られ、他形式との混結を考慮せず、常時2両1ユニットで運用されるキハ66・67形では2両となっていた。
この方式では、必ず発電セットを持った車両（電源車）を数両に1両の割合で編成内に組み込む必要があり、発電セットを持たない車両のみや給電可能な両数を超えた場合、冷房装置を搭載していても使うことができなかった。また1両で運行できる車両に発電セットも搭載すると重装備になることで、当時標準採用されていたDMH17系エンジンではただでさえ非力なことから走行性能にも影響した。国鉄は製造と維持費用の面でもとより、収支係数の良くないローカル線への冷房車導入を考えていなかったため、一般形車両の冷房化が遅れていた。
この反省から国鉄末期に製造された気動車では、製造コスト抑制のためバス用部品も導入する施策が採られた。キハ32形・キハ54形（四国仕様車）・キハ185系では、走行用エンジンに直噴式のDMF13HSを採用して出力に余裕が生じたことで、「機械式冷房」と称して機関直結式のバス用エアコン（デンソー製AU26系）が採用されることになった。これにより1両でも冷房化できるようになったことで編成組成の自由度が高まり、第三セクター鉄道向けの軽快気動車（LE-Car・LE-DC、NDC）にも採用された。
国鉄分割民営化後は、JRの特急形を含めた新形気動車の多くで機関直結式冷房が採用されている。キハ40系を中心とした国鉄型気動車の冷房化改造にあたっては使用条件によってサブエンジン冷房と並行して機関直結式冷房を採用し、併せて低燃費の新形エンジンへの更新を行うことがある。ただしJR北海道キハ201系気動車やJR東海キハ25形気動車などのように、同じ会社の電車と共通設計となっている車両は、設計の基となった電車と同じ冷房装置を搭載しており、機関直結式の冷房装置は搭載されない。